# 我的妹妹哪有這麼可愛！ (動畫)
《我的妹妹哪有這麼可愛！》（日语：俺の妹がこんなに可愛いわけがない），是輕小說《我的妹妹哪有這麼可愛！》改編動畫，2010年5月1日宣佈动画化；同年10月3日起，於TOKYO MX電視台擴至全國UHF電視台放送
，并在BS11电视台的深夜动画时段播放。共15话。第12话有两个版本：一个是TV放送的「Good End」，另一个网络放送的版本「True Route」，续接13、14、15话。
2012年4月1日，選在愚人節這天，官網及動畫內容博覽會的聲優見面會上均宣佈製作動畫第2季的消息。同年6月8日，定名為「我的妹妹哪有這麼可愛。」。2012年10月7日宣布動畫第2季將於2013年4月於日本開始放送電視動畫，由A-1 Pictures負責動畫製作。2013年8月18日續播14到16集。

## 製作人員
角色設計一職由原作插畫神崎廣以「織田廣之」名義擔任。動畫宣傳開始時，最初發表由川口敬一郎執導；但其後監督一職由神戶洋行接任，川口則擔任監修。
| 我的妹妹哪有這麼可愛！ | 我的妹妹哪有這麼可愛。                                                    |                                                                            |
| ---------------------- | ------------------------------------------------------------------------- | -------------------------------------------------------------------------- |
| 原作                   | 伏見司                                                                    | 伏見司                                                                     |
| 原作插畫               | 神崎廣                                                                    | 神崎廣                                                                     |
| 企劃                   | 夏目公一朗、鈴木一智 鵜之澤伸、太布尚弘                                   | 岩上敦宏、鈴木一智 國崎久德、太布尚弘                                      |
| 製作人                 | 岩上敦宏、三木一馬 伍賀一統、金庭惠                                       | 柏田真一郎、三木一馬 二見鷹介、金庭惠                                      |
| 系列構成               | 倉田英之                                                                  | 倉田英之                                                                   |
| 編劇                   | 倉田英之、伏見司                                                          | 倉田英之、伏見司                                                           |
| 導演                   | 神戶洋行                                                                  | 神戶洋行                                                                   |
| 監修                   | 川口敬一郎                                                                | 川口敬一郎                                                                 |
| 音樂                   | 神前曉                                                                    | 神前曉                                                                     |
| 音樂製作               | Aniplex                                                                   | Aniplex                                                                    |
| 音響監督               | 本山哲                                                                    | 本山哲                                                                     |
| 編集                   | 宇都宮正記                                                                | 肥田文                                                                     |
| 錄音                   | 立花康夫                                                                  | 立花康夫                                                                   |
| 錄音助手               | 澤村裕樹                                                                  | 松田悟                                                                     |
| 人物設計               | 織田廣之                                                                  | 織田廣之                                                                   |
| 總作畫監督             | 石田可奈、川上哲也                                                        | 石田可奈、川上哲也、渡邊敬介                                               |
| 美術監督               | 衛藤功二                                                                  | 岡本好司                                                                   |
| 美術設定               | 泉寛                                                                      | 石本剛啓                                                                   |
| 道具設計               | 石本剛啓                                                                  | 石本剛啓                                                                   |
| 色彩設計               | 末永康子                                                                  | 末永康子                                                                   |
| 宣傳                   | 矢口泰之、北島幹雄                                                        | 矢口泰之、北島幹雄                                                         |
| 動畫宣傳               | 高橋祐馬、小松慎太郎                                                      | 高橋祐馬                                                                   |
| 動畫製作人             | 黄樹貳悠、吉田昇央                                                        | 黄樹貳悠                                                                   |
| 動畫製作               | AIC Build                                                                 | A-1 Pictures                                                               |
| 製作                   | 我的妹妹哪有這麼可愛計劃OIP： AniplexASCII Media WorksMovic南夢宮萬代遊戲 | 我的妹妹哪有這麼可愛計劃OIP2： AniplexASCII Media WorksMovic南夢宮萬代遊戲 |

## 主題曲

### 第一季
片头曲
「irony」（第2話、第4話～第11話、第12話TRUE ROUTE、第13話～第15話）
作詞、作曲、編曲 - kz／歌 - ClariS
片尾曲
（第1話）
作詞、作曲 - TRI-ReQ／編曲 - TRI-ReQ、KAZU／歌 - 高坂桐乃（竹達彩奈）
「Shine!」（第2話）
作詞 - mayupin／作曲 - ／編曲 - 、YAMAZO／歌 - 高坂桐乃（竹達彩奈）
（第3話）
作詞、作曲 - ／編曲 - project RAS、yamazo／歌 - 高坂桐乃（竹達彩奈）
（第4話）
作詞、作曲 - Taishi／編曲 - Taishi、ACOMPANAR／歌 - 新垣綾瀨（早見沙織）
（第5話）
作詞、作曲 - hanawaya／編曲 - hanawaya、yamazo／歌 - 高坂桐乃（竹達彩奈）
（第6話）
作詞、作曲 - arata／編曲 - arata、ACOMPANAR／歌 - 田村麻奈實（佐藤聰美）
「Masquerade!」（第7話）
作詞、作曲 - ／編曲 - 、ACOMPANAR／歌 - 黑貓（花澤香菜）
（第8話）
作詞、作曲 - ／編曲 - 、yamazo／歌 - 沙織．巴吉納（生天目仁美）
（第9話）
作詞 - 有馬美咲／作曲 - 上月幻夜／編曲 - 上月幻夜、ACOMPANAR／歌 - 高坂桐乃（竹達彩奈）
（第10話）
作詞、作曲 - ／編曲 - 、ACOMPANAR／歌 - 來栖加奈子（田村由香里）
（第11話）
作詞、作曲 - ／編曲 - 、yamazo／歌 - 高坂桐乃（竹達彩奈）、黑貓（花澤香菜）、沙織．巴吉納（生天目仁美）
（第12話GOOD END）
作詞 - ／作曲、編曲 - 神前曉／歌 - 高坂桐乃（竹達彩奈）
「READY」（第12話TRUE ROUTE）
作詞、作曲 - ancounter＋／編曲 - ancounter＋、yamazo／歌 - 高坂桐乃（竹達彩奈）
（第13話）
作詞、作曲 - mitsu／編曲 - mitsu、ACOMPANAR／歌 - 黑貓（花澤香菜）
（第14話）
作詞、作曲 - ／編曲 - 、yamazo／歌 - 黑貓（花澤香菜）、高坂京介（中村悠一）
「keep on runnin'」（第15話）
作詞、作曲 - 川口祥吾／編曲 - 川口祥吾、yamazo／歌 - 高坂桐乃（竹達彩奈）
插入曲
（第7話、第10話）
作詞 - 伏見司／作曲、編曲 - 神前曉／歌 - 梅露露（田村由香里）

### 第二季
片頭曲
「reunion」（第2話～第8話、第11話～第15話）
作詞、作曲、編曲：kz／歌：ClariS
（第10話）
作詞、作曲：A than_Lily／編曲：A than_Lily、ACOMPANAR／歌：布莉姬·伊凡斯（久野美咲）
片尾曲
（第1話）
作詞：こだまさおり／作曲、編曲：田中秀和（MONACA）／歌：高坂桐乃（竹達彩奈）
（第2話）
作詞、作曲：mampuku／編曲：mumpuku、八木雄一、流歌／歌：新垣綾瀨（早見沙織）
（第3話）
作詞、作曲：及川康平／編曲：及川康平、千葉"naotyu-"直樹／歌：沙織．巴吉納（生天目仁美）、高坂桐乃（竹達彩奈）、黑貓（花澤香菜）
（第4話）
作詞、作曲：／編曲：、Mais Clauson／歌：高坂桐乃（竹達彩奈）
「Keep」（第5話）
作詞：／作曲：西島尊大／編曲：西島尊大、千葉"naotyu-"直樹／歌：高坂桐乃（竹達彩奈）
（第6話）
作詞：涌澤崇史／作曲：立川直樹／編曲：立川直樹、流歌、牧野信博／歌：黑貓（花澤香菜）
（第7話）
作詞：Noël／作曲：／編曲：、千葉"naotyu-"直樹／歌：五更珠希（小倉唯）
（第8話）
作詞：sheep_clever／作曲：／編曲：、ACOMPANAR／歌：黑貓（花澤香菜）
「answer」（第9話）
作詞：／作曲、編曲：satsuki／歌：高坂桐乃（竹達彩奈）
「reunion」（第10話）
作詞、作曲、編曲：kz／歌：ClariS
（第11話）
作詞：／作曲：高橋俊／編曲：高橋俊、安齋孝秋／歌：田村麻奈實（佐藤聰美）
（第12話）
作詞、作曲：／編曲：、千葉"naotyu-"直樹／歌：新垣綾瀨（早見沙織）
（第13話）
作詞、作曲：／編曲：／歌：高坂桐乃（竹達彩奈）、田村麻奈實（佐藤聰美）
「The last ceremony」（第14話）
作詞、作曲：Ray／編曲：Ray、流歌／歌：黑貓（花澤香菜）
「Will」（第15話）
作詞、作曲：Sequel／編曲：Sequel、ACOMPANAR／歌：高坂桐乃（竹達彩奈）
「Thank You」（第16話）
作詞、作曲：／編曲：千葉"naotyu-"直樹、／歌：高坂桐乃（竹達彩奈）
插入曲
（第1話、第4話、第10話）
作詞：伏見司／作曲、編曲：神前曉／歌：梅露露（田村由香里）

## 評價
BD第1期第1冊（完全生產限定版）的初週估計銷量為18,085枚，DVD第1期第1冊（同）的初週估計銷量為5,093枚。BD第2期第1冊（完全生產限定版）的初週估計銷量為15,378枚，DVD第2期第1冊（同）的初週估計銷量為2,562枚。第1期BDBOX的初週估計銷量為5,257枚，第2期BDBOX的初週估計銷量為1,888枚。
在「第33屆動畫大獎」中，獲得了作品部門第10名、男性角色部門高坂京介第8名、女性角色部門高坂桐乃第10名、動畫歌曲部門「irony」第19名的成績。
在「Newtype動畫大獎2011」中，高坂京介以男性角色獎第5名、黑貓以女性角色獎第3名、作品獎第7名的成績獲獎。「Newtype動畫大獎2013」中，高坂桐乃以女性角色獎第10名的成績獲獎。
在「2010動畫角色大獎」中，高坂桐乃在2個部門進入前10名（「新人獎」第1名、「我要任性獎」第4名）。動畫Media創刊紀念號特別企劃「大家的推的角色THE☆BEST」（2011年）中，男性角色部門高坂京介獲得第8名、女性角色部門高坂桐乃獲得第12名、黑貓獲得第18名的成績。

## 各話列表
| 話数                  | 話数   | 日文标题 | 中文标题                                                     | 劇本     | 分镜            | 演出       | 作画監督                                                                                | 片尾插畫          | 改編原著小說                                                              |
| 原話数                | SP版   | 日文标题 | 中文标题                                                     | 劇本     | 分镜            | 演出       | 作画監督                                                                                | 片尾插畫          | 改編原著小說                                                              |
| 第1季                 | 第1季  | 第1季    | 第1季                                                        | 第1季    | 第1季           | 第1季      | 第1季                                                                                   | 第1季             | 第1季                                                                     |
| --------------------- | ------ | -------- | ------------------------------------------------------------ | -------- | --------------- | ---------- | --------------------------------------------------------------------------------------- | ----------------- | ------------------------------------------------------------------------- |
| 第1話                 | 第1話  |          | 我哪有可能和妹妹談戀愛                                       | 倉田英之 | 川口敬一郎      | 神戶洋行   | 谷川亮介 永田正美                                                                       | BUNBUN            | 小說第1卷                                                                 |
| 第2話                 | 第2話  |          | 我哪有可能和妹妹去網聚                                       | 倉田英之 | 川口敬一郎      | 喜多幡徹   | 鶴田仁美                                                                                |                   | 小說第1卷                                                                 |
| 第3話                 | 第3話  |          | 我的妹妹哪有這麼可愛                                         | 倉田英之 | 渡邊哲哉        | 喜多幡徹   | 川村幸祐                                                                                | Na-Ga             | 小說第1卷                                                                 |
| 第4話                 | 第4話  |          | 我的妹妹哪有可能去夏日動漫祭                                 | 倉田英之 | 吉村愛          | 吉村愛     | 飯飼一幸 永田正美 沈宏                                                                  | 左                | 小說第2卷                                                                 |
| 第5話                 | 第5話  |          | 我的妹妹的摯友哪有這麼××                                     | 倉田英之 | 川口敬一郎      | 町谷俊輔   | 島田賢志 岡崎洋美 佐古宗一郎                                                            | 睦美美里          | 小說第2卷                                                                 |
| 第6話                 | 第6話  |          | 我的青梅竹馬哪有這麼可愛                                     | 倉田英之 | 喜多幡徹        | 喜多幡徹   | 後藤望                                                                                  | 蒼樹梅            | 小說第3卷                                                                 |
| 第7話                 | －     |          | 我的妹妹哪有可能是這種小說家                                 | 倉田英之 | 佐藤宏幸        | 佐藤宏幸   | 谷川亮介 吉川真帆                                                                       | 宇木敦哉          | 小說第3卷                                                                 |
| 第8話                 | －     |          | 我的妹妹哪有這樣動畫化                                       | 倉田英之 | 佐野隆史        | 清水聰     | 水谷麻美子 中村統子                                                                     | CHAN×CO           | 小說第3卷                                                                 |
| 第9話                 | 第7話  |          | 我的妹妹哪有這麼沉迷色情遊戲                                 | 伏見司   | 舛成孝二        | 宇井良和   | 杉本光司 KIM YONG-SIK                                                                   |                   | 原創                                                                      |
| 第10話                | 第8話  |          | 我的妹妹哪有這樣角色扮演                                     | 倉田英之 | 吉村愛          | 吉村愛     | 近藤奈都子 許宰銑 金祈南                                                                |                   | 小說第4卷 （第一章至第三章）                                              |
| 第11話                | 第9話  |          | 我的妹妹哪有可能是這種女僕                                   | 倉田英之 | 渡邊哲哉        | 渡邊哲哉   | 石丸賢一 敷島博英 永田正美 大杉尚廣 谷川亮介 嘉手苅睦                                   |                   | 小說第4卷 （第一章至第三章）                                              |
| 第12話 （GOOD END）   | －     |          | 我的妹妹的人生諮詢 哪有這樣就结束 GOOD END                   | 倉田英之 | 古川順康        | 喜多幡徹   | 後藤望 小松麻美 佐古宗一郎                                                              | VOFAN             | 原創                                                                      |
| 第12話 （TRUE ROUTE） | 第10話 |          | 我的妹妹的人生諮詢 哪有這樣就结束 TRUE ROUTE                 | 倉田英之 | 古川順康        | 喜多幡徹   | 後藤望 小松麻美 佐古宗一郎                                                              |                   | 小說第4卷 （第四章）                                                      |
| 第13話                | 第11話 |          | 我的學妹哪有這麼腐                                           | 倉田英之 | 安藤貴史        | 安藤貴史   | 永田正美 相馬滿 中原清隆                                                                | 杏仁豆腐 (插畫家) | 小說第5卷                                                                 |
| 第14話                | 第12話 |          | 我的學妹哪有這麼可愛                                         | 倉田英之 | 松園公 古川順康 | 奥野耕太   | 吉川真帆                                                                                | huke              | 小說第5卷                                                                 |
| 第15話                | 第13話 |          | 我的妹妹哪有這樣就最終回                                     | 倉田英之 | 神戶洋行        | 神戶洋行   | 谷川亮介 北島信幸 小谷杏子 神戶洋行                                                     | 神崎廣            | 小說第5卷                                                                 |
| 第2季                 |        |          |                                                              |          |                 |            |                                                                                         |                   |                                                                           |
| 第1話                 | -      |          | 我的妹妹哪有可能再回來                                       | 倉田英之 | 神戶洋行        | 神戶洋行   | 渡邊敬介                                                                                | 石田可奈          | 小說第6卷 （第一章）                                                      |
| 第2話                 | -      |          | 我信任的大哥哪有可能因為 沉迷於攜帶型美少女遊戲 而來性騷擾我 | 伏見司   | 神戶洋行        | 西片康人   | 佐藤道夫                                                                                | 深崎暮人          | 廣播劇短篇 《綾瀨的商談▪羞恥篇》                                          |
| 第3話                 | -      |          | 我的朋友哪有可能摘下眼鏡                                     | 倉田英之 | 山田弘和        | 山田弘和   | 德田賢朗                                                                                | QP:flapper        | 小說第6卷 （第三章） 小說第9卷 《變色龍千金》                             |
| 第4話                 | -      |          | 我妹妹的對手哪有可能來日本                                   | 倉田英之 | 齊藤哲人        | 千葉大輔   | 洪錫杓                                                                                  | 川上哲也          | 小說第6卷 （第四章）                                                      |
| 第5話                 | -      |          | 我哪有可能是妹妹的男朋友 我的妹妹哪有可能會有男朋友          | 倉田英之 | 深澤學          | 大泉武藏   | 飯飼一幸、堀井伸雄 後藤望、森川侑紀 戶谷賢都                                            |                   | 小說第7卷 （第一章至第三章）                                              |
| 第6話                 | -      |          | 我的妹妹 哪有可能帶男朋友回家                                | 倉田英之 | 吉田隆彥        | 川上哲也   | 佐藤道夫                                                                                |                   | 小說第7卷 （第二章、第四章）                                              |
| 第7話                 | -      |          | 我哪有可能和學妹成為情侶                                     | 倉田英之 | 林博基          | 山田弘和   | 德田賢朗                                                                                |                   | 小說第8卷 （第一章至第二章） 小說第9卷 《我的姊姊是電波又少女心的聖天使》 |
| 第8話                 | -      |          | 我哪有可能和學妹 製造整個夏天的回憶                          | 倉田英之 | 齋藤哲人        | 宇都宮正紀 | 米澤優                                                                                  | 中島有華          | 小說第8卷 （第三章） 小說第9卷 《我的姊姊是電波又少女心的聖天使》         |
| 第9話                 | -      |          | 我的妹妹哪有這麼可愛！                                       | 倉田英之 | 田口智久        | 西片康人   | 容洪 中原久文                                                                           | 和泉Tsubasu       | 小說第8卷 （第四章）                                                      |
| 第10話                | -      |          | 我的妹妹哪有可能穿上婚紗                                     | 倉田英之 | 及川啟          | 町谷俊輔   | 近藤優次 松本朋之                                                                       | 谷原菜月          | 小說第9卷 《鑄下大錯的黑暗天使》 《妹妹的新娘禮服》                       |
| 第11話                | -      |          | 妹妹們哪有可能蜂擁而至 哥哥一人獨居的房間來                  | 倉田英之 | 齊藤哲人        | 高島大輔   | 野田康行                                                                                | 黑田bb            | 小說第10卷 （第一章至第二章）                                             |
| 第12話                | -      |          | 完美的天使小綾瀨哪有可能 降臨在我一人獨居的家裡              | 倉田英之 | 齊藤哲人        | 山田弘和   | 佐藤道夫 谷川亮介                                                                       | KEI               | 小說第10卷 （第三章至第四章）                                             |
| 第13話                | -      |          | 妹妹哪有可能和哥哥談戀愛                                     | 伏見司   | 小野學          | 西片康人   | 鎌田均、川上哲也 後藤望、佐藤道夫 谷川亮介 戶谷賢都、中原久文 保村成、堀井伸雄 松田剛吏 | HIMA              | 小說第11卷、部分原創                                                      |
| 第14話                | -      |          | 我哪有可能向她告白                                           | 倉田英之 | 齊藤哲人        | 町谷俊輔   | 米澤優、德田夢之介 日下部智津子                                                         | 足立慎吾          | 小說第12卷 （第一章、第三章）                                             |
| 第15話                | -      |          | 我的妹妹怎麼這麼可愛                                         | 倉田英之 | 喜多幡徹        | 山田弘和   | 近藤勇次 松本朋之                                                                       | 織音              | 小說第12卷 （第四章、第五章）                                             |
| 第16話                | -      |          | 我的妹妹哪有這麼可愛。                                       | 倉田英之 | 神戶洋行        | 神戶洋行   | 佐藤道夫、谷川亮介 保村成、橫井將史 渡邊敬介                                            | 神崎廣            | 第12卷 （最终章、尾聲）                                                   |

## 播放電視台
以下訊息基於官方網站和各播放電視台公佈的資料。
 日本深夜動畫：下文記載的日本国内播放時間使用日本標準時間（UTC+9）表示。因為部分時間标识會採用30小时制，因此請留意这类超过24:00的时间，其實際播放時間為翌日清晨。
| 播放地區                      | 播放電視台     | 播放日期 | 播放時間（UTC+9）         | 所屬聯播網   | 備註                           |
| 第1季                         | 第1季          | 第1季 | 第1季                     | 第1季        | 第1季                          |
| ----------------------------- | -------------- | --- | ------------------------- | ------------ | ------------------------------ |
| 東京都                        | TOKYO MX       | 2010年10月3日－12月19日 | 星期日 23時30分－24時00分 | 独立UHF局    | 「E!TV」節目                   |
| 埼玉縣                        | 埼玉電視台     | 2010年10月4日－12月20日 | 星期一 25時30分－26時00分 | 独立UHF局    |                                |
| 神奈川縣                      | 神奈川電視台   | 2010年10月5日－12月21日 | 星期二 25時45分－26時15分 | 独立UHF局    |                                |
| 千葉縣                        | 千葉電視台     | 2010年10月6日－12月22日 | 星期三 26時00分－26時30分 | 独立UHF局    |                                |
| 愛知縣                        | 愛知電視台     | 2010年10月7日－12月23日 | 星期四 25時28分－25時58分 | 東京電視網   |                                |
| 福岡縣                        | TVQ九州放送    | 2010年10月7日－12月23日 | 星期四 25時53分－26時23分 | 東京電視網   |                                |
| 北海道                        | TV北海道       | 2010年10月8日－12月24日 | 星期五 26時30分－27時00分 | 東京電視網   |                                |
| 近畿廣域圏                    | 每日放送       | 2010年10月9日－12月25日 | 星期六 26時28分－26時58分 | 日本新聞網   | 「Anime Shower」第2部          |
| 日本全域                      | BIGLOBE        | 2010年10月10日－12月26日 | 星期日 12時00分 更新      | 網絡電視     | 最新話1週內免費                |
| 日本全域                      | NICONICO動画   | 2010年10月10日－12月26日 | 星期日 12時00分 更新      | 網絡電視     | 最新話1週內免費                |
| 日本全域                      | 角川mobile     | 2010年10月10日－12月26日 | 星期日 更新               | 手機視訊播放 |                                |
| 日本全域                      | 萬代頻道       | - |                           | 網絡電視     |                                |
| 日本全域                      | Newtype月刊    | - |                           | 網絡電視     |                                |
| 日本全域                      | ShowTime       | 2010年10月12日－12月27日 | 星期二 12:00 更新         | 網絡電視     |                                |
| 日本全域                      | AT-X           | 2010年10月14日－12月30日 | 星期四 09時30分－10時00分 | 衛星電視     | 有重播                         |
| 日本全域                      | BS11           | 2010年10月16日－2011年1月1日 | 星期六 23時30分－24時00分 | 衛星電視     | 「ANIME+」節目                 |
| 日本全域                      | 動畫官方網站   | 2011年2月22日－3月8日（第12話TRUE） 2011年3月29日－4月12日（第13話） 2011年4月26日－5月9日（第14話） 2011年5月31日－6月14日（第15話） | 12:00                     | 網絡電視     |                                |
| 日本全域                      | NICONICO动画   | 2011年2月22日－3月8日（第12話TRUE） 2011年3月29日－4月12日（第13話） 2011年4月26日－5月9日（第14話） 2011年5月31日－6月14日（第15話） | 12:00                     | 網絡電視     |                                |
| 日本全域                      | ShowTime       | 2011年2月22日－3月8日（第12話TRUE） 2011年3月29日－4月12日（第13話） 2011年4月26日－5月9日（第14話） 2011年5月31日－6月14日（第15話） | 12:00                     | 網絡電視     |                                |
| 日本全域                      | 角川mobile     | 2011年2月22日－3月8日（第12話TRUE） 2011年3月29日－4月12日（第13話） 2011年4月26日－5月9日（第14話） 2011年5月31日－6月14日（第15話） | 12:00                     | 手機視訊播放 |                                |
| 第1季「TRUE ROUTE SPECIAL版」 |                | |                           |              |                                |
| 近畿廣域圈                    | 朝日放送       | 2012年10月3日－12月26日 | 星期三 26時18分－26時48分 | 朝日電視網   | 星期三動畫＜水もん＞節目第1部  |
| 東京都                        | TOKYO MX       | 2012年10月6日－12月29日 | 星期六 23時30分－24時00分 | 独立UHF局    | 「E!TV」節目                   |
| 栃木縣                        | 栃木電視台     | 2012年10月6日－12月29日 | 星期六 23時30分－24時00分 | 独立UHF局    |                                |
| 群馬縣                        | 群馬電視台     | 2012年10月6日－12月29日 | 星期六 23時30分－24時00分 | 独立UHF局    |                                |
| 日本全域                      | BS11           | 2012年10月13日－2013年1月5日 | 星期六 23時30分－24時00分 | 衛星電視     | 「ANIME+」節目                 |
| 第2季                         |                | |                           |              |                                |
| 東京都                        | TOKYO MX       | 2013年4月6日－6月29日 | 星期六 24時00分－24時30分 | 独立UHF局    | 「E!TV」節目                   |
| 栃木縣                        | 栃木電視台     | 2013年4月6日－6月29日 | 星期六 24時00分－24時30分 | 独立UHF局    |                                |
| 群馬縣                        | 群馬電視台     | 2013年4月6日－6月29日 | 星期六 24時00分－24時30分 | 独立UHF局    |                                |
| 神奈川縣                      | 神奈川電視台   | 2013年4月6日－6月29日 | 星期六 24時00分－24時30分 | 独立UHF局    |                                |
| 中国大陆                      | 乐视网         | 2013年4月6日－6月29日 | 星期六 23:05 更新         | 网络电视     | UTC+8 有重播 简体中文字幕      |
| 埼玉縣                        | 埼玉電視台     | 2013年4月6日－6月29日 | 星期六 24時30分－25時00分 | 独立UHF局    |                                |
| 千葉縣                        | 千葉電視台     | 2013年4月6日－6月29日 | 星期六 24時30分－25時00分 | 独立UHF局    |                                |
| 愛知縣                        | 愛知電視台     | 2013年4月6日－6月29日 | 星期六 25時50分－26時20分 | 東京電視網   | 第9集改於6月2日26:05-26:35播放 |
| 台灣                          | i-Fun動漫台    | 2013年4月7日－6月30日 | 星期日 11時30分 更新      | 網絡電視     | UTC+8 有重播 正体中文字幕      |
| 福岡縣                        | TVQ九州放送    | 2013年4月9日－7月2日 | 星期二 26時35分－27時05分 | 東京電視網   |                                |
| 北海道                        | TV北海道       | 2013年4月10日－7月3日 | 星期三 26時05分－26時35分 | 東京電視網   |                                |
| 近畿廣域圏                    | 朝日放送       | 2013年4月10日－7月3日 | 星期三 26時13分－26時43分 | 朝日電視網   | 星期三動畫＜水もん＞節目第1部  |
| 日本全域                      | BS11           | 2013年4月13日－7月6日 | 星期六 24時00分－24時30分 | 衛星電視     | 「ANIME+」節目                 |
| 日本全域                      | AT-X           | 2013年4月16日－7月9日 | 星期四 22時30分－23時00分 | 衛星電視     | 有重播                         |
| 第2季 大结局                  |                | |                           |              |                                |
| 日本全域                      | 动画官方网站   | 2013年8月18日 | 星期日 13時00分 更新      | 网络电视     |                                |
| 日本全域                      | NICONICO动画   | 2013年8月18日 | 星期日 13時00分 更新      | 网络电视     |                                |
| 日本全域                      | docomo动画商店 | 2013年8月18日 | 星期日 13時00分 更新      | 手机视频播放 |                                |
| 中国大陆                      | 乐视网         | 2013年8月18日 | 星期日 12時00分 更新      | 网络电视     | UTC+8 简体中文字幕             |
| 台湾                          | i-Fun动漫台    | 2013年8月18日 | 星期日 12時00分 更新      | 网络电视     | UTC+8 繁体中文字幕             |

| 朝日放送 星期三動畫＜水もん＞節目第1部 26時18分－26時48分 節目 | 朝日放送 星期三動畫＜水もん＞節目第1部 26時18分－26時48分 節目 | 朝日放送 星期三動畫＜水もん＞節目第1部 26時18分－26時48分 節目 |
| -------------------------------------------------------------- | -------------------------------------------------------------- | -------------------------------------------------------------- |
|                                                                | 我的妹妹哪有這麼可愛！ TRUE ROUTE SPECIAL版                    |                                                                |
| 新動畫時段                                                     | 我女友與青梅竹馬的慘烈修羅場                                   |                                                                |
| 朝日放送 星期三動畫＜水もん＞節目第1部 26時13分－26時43分 節目 |                                                                |                                                                |
| 我女友與青梅竹馬的慘烈修羅場                                   | 我的妹妹哪有這麼可愛。                                         | 穿透幻影的太陽                                                 |

| TOKYO MX 星期六 24:00－24:30 節目 | TOKYO MX 星期六 24:00－24:30 節目 | TOKYO MX 星期六 24:00－24:30 節目 |
| --------------------------------- | --------------------------------- | --------------------------------- |
|                                   | 我的妹妹哪有這麼可愛。            |                                   |
| 我女友與青梅竹馬的慘烈修羅場      | 物語系列 第二季                   |                                   |

## BD、DVD
| 卷數  | 發行日期       | 收錄話數                 | 規格編號      | 規格編號   | 規格編號      |
| 卷數  | 發行日期       | 收錄話數                 | 限定版BD      | 通常版DVD  | 限定版DVD     |
| 第1季 | 第1季          | 第1季                    | 第1季         | 第1季      | 第1季         |
| ----- | -------------- | ------------------------ | ------------- | ---------- | ------------- |
| 1     | 2010年12月22日 | 第1話、第2話             | ANZX-9751/52  | ANSB-9751  | ANZB-9751/52  |
| 2     | 2011年1月26日  | 第3話、第4話             | ANZX-9753/54  | ANSB-9753  | ANZB-9753/54  |
| 3     | 2011年2月23日  | 第5話、第6話             | ANZX-9755/56  | ANSB-9755  | ANZB-9755/56  |
| 4     | 2011年4月6日   | 第7話、第8話             | ANZX-9757/58  | ANSB-9757  | ANZB-9757/58  |
| 5     | 2011年4月27日  | 第9話、第10話            | ANZX-9759/60  | ANSB-9759  | ANZB-9759/60  |
| 6     | 2011年5月25日  | 第11話、第12話GOOD END   | ANZX-97561/62 | ANSB-9761  | ANZB-9761/62  |
| 7     | 2011年6月22日  | 第12話TRUE ROUTE、第13話 | ANZX-97563/64 | ANSB-9763  | ANZB-9763/64  |
| 8     | 2011年7月27日  | 第14話、第15話           | ANZX-97565/66 | ANSB-9765  | ANZB-9765/66  |
| BOX   | 2013年2月27日  | 第1話－第15話            | ANZX-3831/34  | 不適用     | 不適用        |
| 第2季 |                |                          |               |            |               |
| 1     | 2013年6月19日  | 第1話、第2話             | ANZX-11001/02 | ANSB-11001 | ANZB-11001/02 |
| 2     | 2013年7月24日  | 第3話、第4話             | ANZX-11003/04 | ANSB-11003 | ANZB-11003/04 |
| 3     | 2013年8月21日  | 第5話、第6話             | ANZX-11005/06 | ANSB-11005 | ANZB-11005/06 |
| 4     | 2013年9月25日  | 第7話、第8話             | ANZX-11007/08 | ANSB-11007 | ANZB-11007/08 |
| 5     | 2013年10月23日 | 第9話、第10話            | ANZX-11009/10 | ANSB-11009 | ANZB-11009/10 |
| 6     | 2013年11月27日 | 第11話、第12話           | ANZX-11011/12 | ANSB-11011 | ANZB-11011/12 |
| 7     | 2013年12月25日 | 第13話、第14話           | ANZX-11013/14 | ANSB-11013 | ANZB-11013/14 |
| 8     | 2014年1月22日  | 第15話、第16話           | ANZX-11015/16 | ANSB-11015 | ANZB-11015/16 |
| BOX   | 2017年4月26日  | 第1話－第16話            | ANZX-13831/34 | 不適用     | 不適用        |

## 腳註

### 來源
1. 1 2 3   (PDF) (新闻稿). . 2010-05-13  [2010-07-13]. （原始内容存档 (PDF)于2018-10-02） （日语）.
2. ↑  . aniplex.   [2010-08-13]. （原始内容存档于2019-10-29） （日语）.
3. 1 2  . 动画官方网站. aniplex.   [2010-08-13]. （原始内容存档于2019-10-29） （日语）.
4. 1 2  . . . 2010年12月6日  [2010-12-06]. （原始内容存档于2019-11-07） （日语）.
5. ↑  本作片尾曲是NICONICO動畫在2010年6月1日至7月31日公開招募的優秀作品，並由作中聲優演唱。. 2010-08-31  [2010-10-08]. （原始内容存档于2016-03-05） （日语）.
6. ↑  . （原始内容存档于2012-10-14） （日语）.
7. ↑  . （原始内容存档于2010-10-05） （日语）.
8. ↑  . オリコン・リサーチ. 2011-02-28: 624. ISBN 978-4-87131-087-1.
9. ↑  . オリコン・リサーチ. 2011-02-28: 578. ISBN 978-4-87131-087-1.
10. ↑  . オリコン・リサーチ. 2014-03-31: 587. ISBN 978-4-87131-093-2.
11. ↑  . オリコン・リサーチ. 2014-03-31: 549. ISBN 978-4-87131-093-2.
12. ↑  . オリコン・リサーチ. 2014-03-31: 579. ISBN 978-4-87131-093-2.
13. ↑  . オリコン・リサーチ. 2018-03-31: 547. ISBN 978-4-87131-097-0.
14. ↑  『アニメージュ 2011年6月号』徳間書店、2011年6月10日発行、23-35頁、ASIN B004WDQ6UY
15. ↑  . ギガジン. 2011-10-09  [2024-03-08]. （原始内容存档于2019-05-06） （日语）.
16. ↑  . ギガジン. 2013-10-13  [2024-03-08] （日语）.
17. ↑  . 学習研究社. 2011年1月8日発売: 44. ASIN B004FV7QWU.
18. ↑  . 学習研究社. 2011年6月10日発売: 38. ASIN B005281AA4.
19. ↑  . 我的妹妹哪有這麼可愛計劃（OIP）.   [2010-11-27]. （原始内容存档于2019-11-13） （日语）.
20. ↑  . AT-X.   [2010-09-10]. （原始内容存档于2010-09-21）.
21. ↑   (新闻稿). . 2010-09-17  [2010-09-17]. （原始内容存档于2010-09-19）.
22. ↑  . ShowTime.   [2010-10-03]. （原始内容存档于2021-01-26）.
23. ↑  . . . . 2010年10月8日  [2010-10-08]. （原始内容存档于2011年4月30日）.
24. ↑  . BANDAI CHANNEL.   [2010-10-10]. （原始内容存档于2021-02-06）.
25. ↑  . . ASCII Media Works. 2010-10-05  [2010-10-10]. （原始内容存档于2010-10-07）.

## 外部連結
- 「我的妹妹哪有這麼可愛！」動畫官方網站 （页面存档备份，存于）（日語）
- 「我的妹妹哪有這麼可愛。」動畫官方網站 （页面存档备份，存于）（日語）
- 「俺の妹」&「エロマンガ先生」的X（前Twitter）
- 朝日放送｜週三動畫＜水もん＞我的妹妹哪有這麼可愛。 （页面存档备份，存于）（日語）
- 我的妹妹哪有這麼可愛！ （页面存档备份，存于） - Niconico動畫（日語）
- 我的妹妹哪有這麼可愛。 （页面存档备份，存于） - Niconico動畫（日語）
- 多數決節目 （页面存档备份，存于）（日語）